# Stange (Einheit)
Die Stange war ein estnisches Längenmaß, das in 5 Kubjas-Schritte unterteilt wurde, was 15 Fuß (engl. oder russ.) oder 4,57192 Meter betrug. Das zugrunde liegende Maßsystem wurde 1845 zugunsten des russischen außer Kraft gesetzt.
Die Stång war ein schwedisches Längenmaß, das 2,96901 Meter betrug. Nach dem schwedischen Gesetz vom 31. Januar 1855 wurde ein neues Dezimalsystem eingeführt, das jedoch erst ab dem 1. Januar 1863 bindend wurde. In diesem System sind 10 Fuß= 1 Stange, 10 Stangen = 1 Schnur oder Corde. Ein Fuß entsprach 0,296901 Meter. Den Fot/Fuß mit 10 Zoll oder Tum teilte man in 10 Linien.
Im vorherigen Duodezimalsystem hatte der Fuß 12 Zoll mit 12 Linien, aber dasselbe absolute Maß, = 131,615 Pariser Linien = 0,2969 m. Ein Faden oder Famn hatte in diesem System 6 Fuß.
In der preußischen Provinz Schlesien hatte 1 Stange oder Rute 15 Fuß, das entspricht etwa 4,319 Meter